# ГИЛЬ
«ГИЛЬ» («Пенсионеры Израиля — в кнессет», ивр. גיל - גמלאי ישראל לכנסת‎) — политическая партия Израиля, представленная в кнессете 17-го созыва. Фракция ГИЛЬ по итогам выборов включала 7 депутатов, однако в результате внутреннего раскола сократилась до 4; позднее двое из трёх депутатов, покинувших фракцию, в неё вернулись. Председателем партии в период её присутствия в кнессете был Рафи Эйтан, два представителя партии входили в правительственный кабинет Эхуда Ольмерта.

## История
Партия «ГИЛЬ» (известная также как Партия пенсионеров) была основана Навой Арад и Моше Шарони в 1996 году, в преддверии выборов в кнессет 14-го созыва. На выборах ей, однако, не удалось преодолеть процентный барьер. Три года спустя, в 1999 году, движение баллотировалоь в кнессет 15-го созыва как «Коах ла-Гимлаим» (с ивр. — «Власть пенсионерам»), но снова не собрало нужной поддержки для попадания в парламент.
В 2003 году партия в выборах в кнессет не участвовала, но перед выборами в кнессет 17-го созыва ей удалось создать сильную базу в пенсионерских комитетах крупных организаций. Первоначально предполагалось, что кандидаты от движения будут включены в предвыборный список партии «Кадима», но после того, как лидер «Кадимы» Ариэль Шарон тяжело заболел, ветеранское движение решило баллотироваться отдельным списком. На посту председателя партии Наву Арад сменил бывший высокопоставленный деятель «Моссада» Рафи Эйтан. Программа партии включала пункты об увеличении пенсионных выплат, гарантированном пособии по старости, улучшенном медицинском обслуживании для пенсионеров и субсидиях на социальное жильё. По внешнеполитическим вопросам партия давала понять, что согласна на территориальный компромисс с палестинцами, но в то же время отвергала возможность превращения Восточного Иерусалима в столицу палестинского государства. В деталях внешнеполитические позиции отдельных членов руководства партии широко расходились.
Выборы 2006 года стали для партии успешными — она провела в кнессет 7 депутатов. Неожиданную поддержку она получила от израильской молодёжи, таким образом протестовавшей против традиционных партий, чей имидж был испорчен коррупцией и другими скандалами. Председателем парламентской фракции стал Шарони. Представители «ГИЛЬ» были включены в правительственный кабинет, сформированный новым лидером «Кадимы» Эхудом Ольмертом. Пенсионерам, первыми (после «Кадимы») вошедшим в коалицию Ольмерта, в правительстве были выделены два места. Эйтан получил портфель министра по делам пенсионеров при министерстве главы правительства, а ещё один представитель партии возглавил министерство здравоохранения.
| Состав фракции «ГИЛЬ» в кнессете 17-го созыва | Яаков Бен-Изри (министр здравоохранения), Ицхак Галанти, Эльханан Глазер, Ицхак Зив, Сара Маром-Шалев, Моше Шарони, Рафи Эйтан (министр по делам пенсионеров) |

К осени 2007 года, однако, во фракции образовался раскол. Четырьмя голосами против двух Шарони был снят с должности председателя фракции и заменён Ицхаком Галанти. Официальной причиной смены председателя фракции стали «грубые высказывания» Шарони в кнессете и в печати, хотя сам он объяснял это противодействием лидера партии Эйтана его законопроекту о повышении пенсий. Конфликт во фракции заставил покинуть её вначале Шарони, а за ним, в мае 2008 года, ещё двух депутатов — Сару Маром-Шалев и Эльханана Глазера. На решение последних повлияли также расследование, ведущееся против премьер-министра Ольмерта, и ожидание досрочных выборов. Трое депутатов, покинувших фракцию «ГИЛЬ», объявили о создании новой фракции «Цедек ле-Закен» (с ивр. — «Справедливость для старика»). Ближе к концу работы 17-го созыва кнессета раскол произошёл уже в новой фракции. Шарони и Маром вернулись в «ГИЛЬ», а Глазер образовал одномандатную фракцию «Ха-дерех ха-това» (с ивр. — «Хороший путь»).
На выборах в кнессет 18-го созыва в 2009 году партии «ГИЛЬ» не удалось повторить успеха трёхлетней давности, и она снова не преодолела процентный барьер. В 2010 году Эйтан выступил с объявлением о возрождении партии, в которую пообещал привлечь «молодые силы» и увеличить представительство в ней женщин. Партия получила новое название «Дор Боней ха-Арец» (с ивр. — «Поколение строителей страны») и участвовала в выборах в кнессет 19-го созыва. Однако на выборах «Дор» получил менее 6000 голосов и снова не прошёл в кнессет. В выборах 2015 года, на которых процентный барьер стал выше, партия уже не участвовала.